# Kolegium Pracowników Służb Społecznych w Toruniu
Kolegium Pracowników Służb Społecznych w Toruniu – nieistniejąca publiczna placówka edukacyjna w Toruniu, znajdująca się przy ul. Bartkiewiczówny 93. Powstała w 1993 roku, w 2006 roku zostało przekształcone w kolegium. Pierwotnie było to policealne studium pracowników służb społecznych. W następnych latach szkoła nawiązała współpracę z Uniwersytetem Kazimierza Wielkiego w Bydgoszczy. W związku z nowelizacją ustawy o szkolnictwie wyższym w 2013 roku sejmik województwa kujawsko-pomorskiego podjął decyzję o likwidacji kolegium.